# John McMahon (1er baronnet)
Pour les articles homonymes, voir McMahon.
John McMahon, 1er baronnet (v. 1754 - 12 septembre 1817), est un homme politique né en Irlande et secrétaire particulier du souverain de 1811 à 1817.

## Biographie
Il est né à Limerick, fils de John MacMahon, contrôleur du port de Limerick; on sait peu de chose de sa mère et même son nom est incertain. Par sa deuxième épouse, Mary Stackpoole, son père a deux autres fils, William et Thomas, qui se sont tous deux distingués. 
Il sert au 44e régiment d'infanterie, puis transféré au 48e régiment d'infanterie et au 87e régiment d'infanterie. Il est député à Aldeburgh de 1802 à 1812. Il est payeur des pensions de veuves en 1812. Il est Gardien de la bourse privée, auditeur du duché de Cornouailles et secrétaire du duc de Cornouailles. Une proposition visant à lui donner 2 000 £ de salaire en tant que secrétaire particulier est rejetée par le Parlement en 1812. 
Il est nommé conseiller privé en 1812 et est décédé en 1817, après avoir été nommé baronnet peu de temps avant sa mort. Son frère, le général Sir Thomas McMahon (2e baronnet), lui succède comme baronnet selon un reste spécial. Il utilise sans aucun doute sa position au profit de sa famille  son demi-frère, William MacMahon (en), obtient la fonction judiciaire convoitée de Master of the Rolls en Irlande grâce à l'influence de John, même s'il s'avère être un juge populaire et respecté . 